# Spentrup Sogn
Spentrup Sogn er et sogn i Randers Nordre Provsti (Århus Stift).
I 1800-tallet var Gassum Sogn anneks til Spentrup Sogn. Begge sogne hørte til Nørhald Herred i Randers Amt. Spentrup Sogn tilhørte Spentrup-Gassum Kommune fra 1842 til 1970. Kommunen blev ved kommunalreformen i 1970 indlemmet i Purhus Kommune, som ved strukturreformen i 2007 indgik i Randers Kommune.
I Spentrup Sogn ligger Spentrup Kirke.
I Spentrup Sogn findes flg. autoriserede stednavne:
- Hastrup (bebyggelse, ejerlav)
- Hestehøj (areal)
- Jennum (bebyggelse, ejerlav)
- Spentrup (bebyggelse, ejerlav)
- Steen Blichers Plantage (areal)
- Tinghøj (areal)
- Vejlager (bebyggelse)